# بيسبول ستارز
بيسبول ستارز (بالإنجليزية: Baseball Stars)‏، هي لعبة فيديو يابانية، وهي من تطوير ونشر إس إن كي، صدرت اللعبة في الأسواق سنة 1989، وتعمل على منصات عديدة، وهي نيو جيو بوكيت إكس بوكس وبلاي شويس-10 ونينتندو إنترتينمنت سيستم.